# Linia kolejowa Koszalin Wąskotorowy – Bobolice Wąskotorowe
Linia kolejowa Koszalin Wąskotorowy – Bobolice Wąskotorowe – wąskotorowa linia kolejowa łącząca Koszalin Wąskotorowy i Bobolice Wąskotorowe. Jest częścią Koszalińskiej Kolei Wąskotorowej. Obecnie linia jest czynna na odcinku Koszalin Wąskotorowy – Rosnowo Wąskotorowe. W okresie wakacyjnym odbywa się ruch turystyczny dzięki staraniom Towarzystwa Koszalińskiej Kolei Wąskotorowej.
Otwarcie linii nastąpiło 1 listopada 1898 roku. Oddano wówczas do użytku odcinek Koszalin Wąskotorowy – Manowo. Siedem lat później, 1 listopada 1905 roku, linię przedłużono z Manowa do Bobolic Wąskotorowych. Oba odcinki miały rozstaw szyn 750 mm. W 1945 roku nastąpiło zamknięcie ruchu pasażerskiego i towarowego na całej linii, jednak już w 1948 przywrócono go na odcinku Świelino – Bobolice z jednoczesną zmianą rozstawu szyn na 1000 mm. W 1950 roku zmieniono rozstaw (na 1000 mm) na odcinku Koszalin Wąskotorowy – Świelino i oddano go do użytku pasażerskiego i towarowego. W latach 80. nastąpił powolny upadek linii. Zamknięto ruch pasażerski od Świelina do Bobolic, a w 2001 roku zamknięto odcinek Koszalin Wąskotorowy – Świelino.
Obecnie odcinek od Świelina do Bobolic jest rozebrany, a od Rosnowa do Świelina jest nieprzejezdny. Na tym odcinku istnieją też poważne ubytki w infrastrukturze torowej.
28 sierpnia 2008 roku TKKW oddało do ruchu turystycznego odcinek Koszalin Wąskotorowy – Bonin; 13 września 2008 wydłużono ten odcinek do Manowa, a 26 czerwca 2016 r. do Rosnowa.

## Aktualny przebieg linii
Obecnie eksploatowany odcinek rozpoczyna się na stacji Koszalin Wąskotorowy, zlokalizowanej przy ul. Kolejowej. Tor wyjazdowy pnie się łukiem w wykopie w lewo, lekko pod górę. Najpierw mija dawny semafor wjazdowy, a następnie przecina ulicę Lechicką. Dalej trasa prowadzi lekkim łukiem pomiędzy osiedlem mieszkaniowym a terenami przemysłowymi. Po wyjściu z łuku prostą pokonuje kolejne skrzyżowania z ulicami, dociera do osiedla na którym znajduje się przystanek osobowy Koszalin Wenedów, następnie pokonuje ogrody działkowe, niezagospodarowane jeszcze tereny miejskie, a następnie przejeżdża między starą i nową częścią Cmentarza Komunalnego. Mijając skrzyżowanie z drogą krajową nr 11 dojeżdżamy do przystanku osobowego Koszalin Kretomino, a dalej trasa prowadzi wzdłuż dość stromego w tym miejscu zbocza doliny rzeczki Dzierżęcinki, pomiędzy nadrzecznymi, podmokłymi łąkami a terenem wojskowego poligonu. Następnie długim prostym odcinkiem wśród rozległych łąk, nieużytków i uprawnych pól tor dociera do przystanku osobowego Bonin, zlokalizowanego w centrum miejscowości przy przejeździe kolejowo–drogowym. Dalej za przystankiem trasa mija osiedle mieszkaniowe i skrzyżowanie z brukowaną drogą polną, sąsiadującą z oczyszczalnią ścieków. Dalej tor i towarzysząca mu ścieżka biegną między podmokłym lasem otaczającym niewielkie jeziorko należące do kompleksu jez. Lubiatowskiego, stanowiącego rezerwat przyrody, a położonymi na łagodnym stoku uprawnymi polami. Dalej znajduje się dość ostry łuk w prawo, zlokalizowany na początku miejscowości Manowo i porośnięty przez kilka powyginanych przez wiatry sosen. Po lewej stronie rozciągają się łąki, a po prawej jest gęsta zabudowa jednorodzinna. Kolejnym punktem na trasie jest stacja Manowo. Tor opuszcza stację dość stromym łukiem w prawo, pod górę, który kończy się kolejnym przejazdem przez drogę krajową nr 11. Następnie przecina lokalny skwer i mija kościół parafialny oraz zabudowania szkoły podstawowej. Potem lekkim łukiem w prawo tor wchodzi pomiędzy pola uprawne i polną drogę. Niedługo zaraz pola się kończą, a rozpoczyna się gęsty, mieszany las towarzyszący linii aż do Rosnowa. Tu też rozpoczyna się świeżo odbudowany tor. Wewnątrz lasu szlak biegnie początkowo lekkim łukiem w lewo i znajduje się w wykopie, jednak już niedaleko znajduje się wypłaszczenie, gdzie znajdował się kiedyś przystanek Przybyradz. Kolejnymi łukami, prawym i lewym, tor zagłębia się w las, wchodząc na wysoki nasyp. Trasa kolejnym wykopem przebija wzgórze i wchodzi pod górę lewym łukiem jednego z dwóch największych zakrętów na trasie, znajdującego się początkowo na wysokim nasypie i wchodzącego następnie w głęboki wykop. Pod nasypem znajduje się betonowy przepust strumienia, będącego dopływem Kanału Dzierżęcinki. Wkrótce rozpoczyna się szeroki zakręt w lewo, gdzie tor, prowadząc prosto, delikatnie, krętym przebiegiem zbliża się do drogi wojewódzkiej nr 168 i przecina ją w miejscu znajdującego się tuż za nią dawnego przystanku Zacisze. Następnie tor biegnie prosto i skręca w prawo, odchodząc od swojego dawnego przebiegu z czasów sprzed spiętrzenia Jeziora Rosnowskiego. Tu rozpoczyna się ziemna zapora jeziora, po której szlak kolejowy został poprowadzony dopiero w 1922 z powodu budowy rosnowskiej elektrowni wodnej. Tor przechodzi koroną zapory, po moście nad śluzą spustową jeziora oraz mostem nad kanałem elektrowni. Przy samym moście znajduje się zwrotnica wjazdowa na stację Rosnowo Wąskotorowe, będącą ostatnią stacją większości pociągów pasażerskich. Linia kolejowa biegnie dalej i po łukowatym przebiegu w lewo łączy się ze swoim dawnym szlakiem sprzed budowy zapory. Przechodząc obok ośrodka wypoczynkowego wchodzi w las, gdzie czynny tor kolejki kończy się przed byłym przystankiem Gniewice.